# Три замисли
Три замисли (упрош: 三个代表; трад: 三個代表; пин: Sāngè Dàibiǎo) је друштвено-политичка идеологија коју је засновао генерални секретар Коминистичке партије Кине Ђанг Цемин и која је постала главна идеологија Комунистичке партије Кине на 16. конгресу партије одржаном 2002. године. Главно начело је да комунистичка партија представља напредне социјалне елементе. Идеологија је значајна јер је по њој Комунистичка партија представљена као заступник већине а не као заштитница револуционарних тековина коју чини пролетаријат. Парија је прихватила да њени чланови могу да буду и пословни људи.